# Sam Dunlop
Samuel Johannes Cornelis (Sam) Dunlop (Batavia, 25 december 1908 – Utrecht, 8 juni 1977) was een Nederlands arts en bobsleeër.
Dunlop werd in Batavia geboren. Hij deed hbs aan het Kennemer Lyceum in Overveen en studeerde geneeskunde aan de Rijksuniversiteit Leiden. Samen met Willem Gevers, die hij kende van het Leidsche Studenten Corps, nam hij deel aan de Olympische Winterspelen 1936 in Garmisch Partenkirchen in Duitsland als remmer van de tweemansbob. Dunlop was vlaggendrager tijdens de openingsceremonie. Het duo behaalde een 10e plaats, wat anno 2022 nog de hoogste eindrangschikking is van een Nederlandse bobslee op de Olympische Winterspelen. 
In 1941 promoveerde hij in Leiden en ging in 1942 als docent werken aan het chemisch- en bacteriologisch laboratorium Tusculum in Velp. Eind 1945 ging Dunlop naar Nederlands-Indië waar hij als marine arts werkzaam was in Soerabaja. In 1950 keerde het gezin terug naar Nederland. In 1957 verliet Dunlop de marine en ging in het laboratorium van het Sint Johannes de Deoziekenhuis in Den Haag werken. In 1975 was hij nog een jaar directeur van het streeklaboratorium in Goes. Dunlop overleed in 1977 aan de gevolgen van longkanker.